# Clownterapia

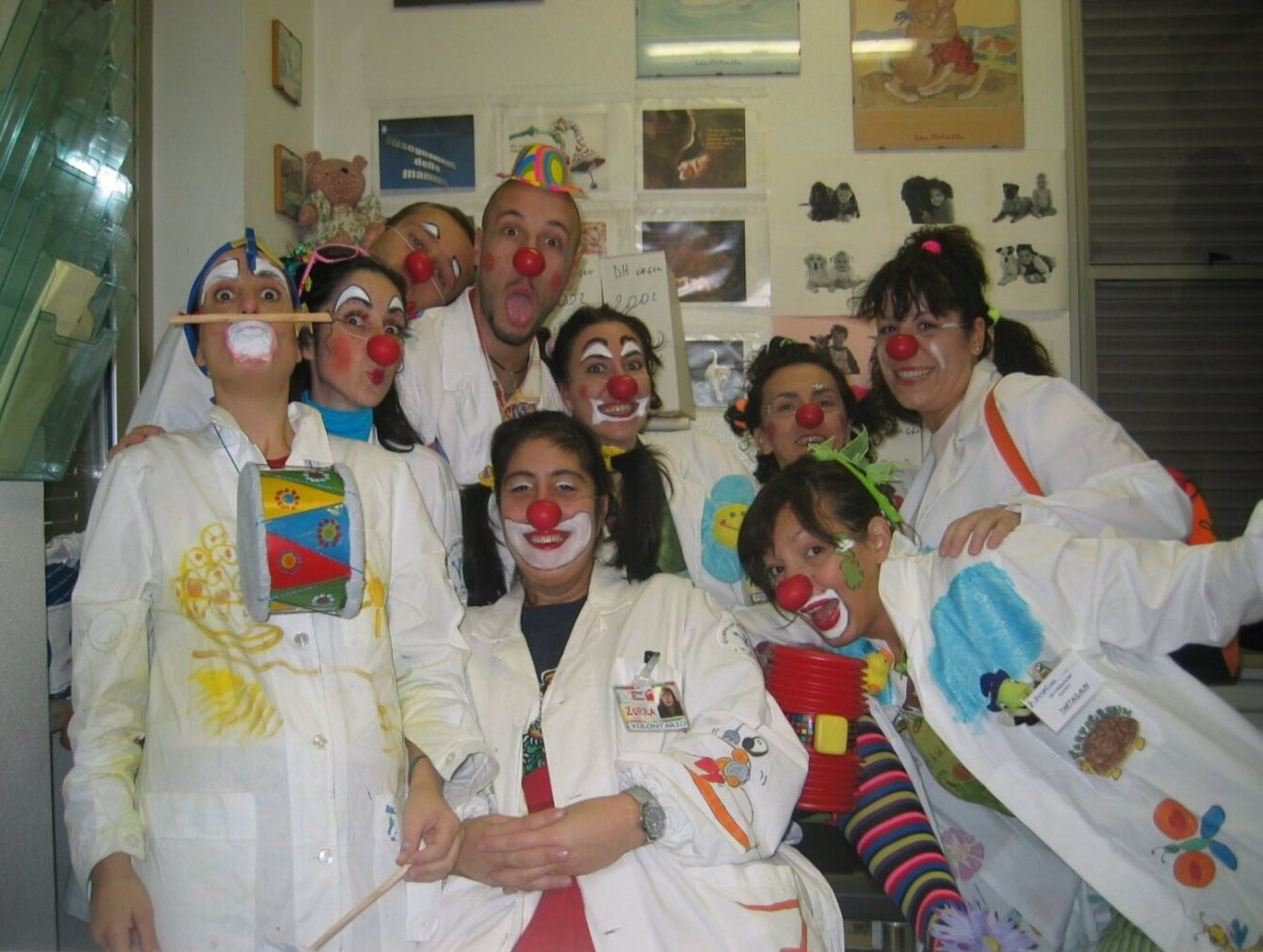
Un gruppo di volontari clown prima del servizio all'ospedale pediatrico Bambino Gesù di Roma

La clownterapia, detta anche terapia del sorriso, è l'applicazione di tecniche di clowneria in ambito sanitario, allo scopo di migliorare l'umore di pazienti, familiari e accompagnatori. Essa viene attuata da persone appartenenti ad enti privati (associazioni, cooperative, fondazioni, ecc.) che scelgono il clown come stato di coscienza per entrare in relazione con persone ospedalizzate o in difficoltà, e sono appositamente formate per operare nel settore sociosanitario attraverso tecniche derivate dall'improvvisazione teatrale, dall'arte del clown, dalla microprestidigitazione, dal teatro. Il loro lavoro è rivolto alla comunità dei luoghi di cura e specialmente ai degenti, spesso bambini, ricoverati in strutture ospedaliere - ed anche in case di riposo, case famiglia, orfanotrofi, centri diurni, centri di accoglienza, per alleviarne lo stato d’ansia e la sofferenza e contemporaneamente – secondo le acquisizioni della PNEI – per migliorare la funzionalità del sistema immunitario.

## L'origine della clownterapia
Una clownterapia “ante litteram” veniva applicata da Angelo Paoli  (1642-1720), sacerdote carmelitano italiano beatificato nel 2010 anche per le sue molteplici attività caritative: si travestiva da buffone e si truccava per far sorridere i malati.
In Francia, il clown Rafael Padilla, in arte Chocolat (1868 - 1917), inizia a fare visita agli ospedali di Parigi dopo che sua figlia Suzanne si ammala di tubercolosi.
Nel 1986, Karen Ridd a Winnipeg (Canada) e Michael Christensen a New York (USA), in maniera indipendente uno dall’altra, danno avvio a questa particolare attività di intrattenimento in ospedale.
Altra importante figura di riferimento è quella di Hunter Doherty "Patch" Adams, clown, medico e attivista sociale. Fonda nel 1971 l'Istituto "Gesundheit!", dedicandolo allo studio di percorsi di umanizzazione della cura attraverso l'arte, il clowning, la musica e il teatro. Adams coordina progetti umanitari con clown volontari da tutto il mondo, rivolti a paesi con gravi emergenze sociali e conflitti in corso.

## Il clown dottore
Il clown dottore (anche clown di corsia) è un operatore specificamente formato (in Italia la formazione va da un minimo di 150 ore a master universitari) per applicare le conoscenze della Gelotologia e della Psiconeuroendocrinoimmunologia nei contesti di disagio, attraverso le arti del clown.
Egli lavora in coppia con un altro clown dottore, sfruttando le arti del Clown (Umorismo, Improvvisazione teatrale, Prestidigitazione, Marionette, Musica, etc.) per cambiare il segno delle emozioni negative delle persone che vivono un disagio sanitario e/o sociale. Essi, a seconda del contesto, possono effettuare comicoterapia passiva (far ridere) o attiva (essere stimolatore di produzione comico/umoristica da parte dei suoi interlocutori).
Il clown trasforma il reparto o la camera d'ospedale - cornici fredde e distaccate dove vivono i pazienti - in un ambiente magico, in cui la risata si fa strumento di gioia e sicurezza, incoraggiando al dialogo, quale forma essenziale di interazione e legami. 
Inoltre prova a stabilire con gli spettatori un rapporto umano di fiducia e confidenza, capace di far dimenticar la quotidianità della vita ospedaliera, a profitto della fantasia e dell'immaginazione. 
L'importanza di questa figura non si esaurisce nella figura del paziente, bensì si estende a tutta la sua famiglia, proprio perché i miglioramenti del malato vengono vissuti e condivisi anche da coloro che lo circondano con amore e affetto.

Alcune ricerche cliniche sono state effettuate sul lavoro di questi operatori. Le più importanti sono state effettuate a cura dell'Istituto Homo Ridens in collaborazione con l'Università La Sapienza di Roma: la prima "Clowns Benefit Children Hospitalized for Respiratory Pathologies"( a cura di Elena Isola e sarà pubblicata sul sito www.oxfordjournals.org) e la seconda “ Effetti analgesici dell'umorismo" a cura di Lucia Angrisani, premiata dalla Swedish Behavioral Medicine Society al 13º congresso Europeo di Psicologia del Comportamento a Stoccolma (2014). Entrambe mostrano come il passaggio del clown dottore (professionalmente formato) è in grado di migliorare tutti i parametri vitali dei piccoli degenti, ridurre significativamente le complicanze post operatorie ed i giorni di degenza. Ad esempio (come nella succitata ricerca della Angrisani) La risata può essere un potente antidolorifico
(Patch Adams)

### Formazione
La formazione del Clown Dottore può esser definita multidisciplinare: oltre alle classiche arti del clown, l'operatore riceve una formazione in discipline umanistiche (psicologia, pedagogia, sociologia dei luoghi di cura ed altro) in modo da essere in grado di rendere il proprio intervento efficace senza mai perdere il sorriso.
In Italia, nel 2005 è stata fondata la Federazione Nazionale Clowndottori (www.fnc-italia.org) e la Federazione Internazionale "Ridere per Vivere" (www.riderepervivere.net), con il fine di tutelare sia la figura del clown dottore, sia i beneficiari dell'intervento di questa nuova figura, favorendo occasioni di incontro fra clown dottori di ogni parte del mondo.

### Modalità e buone prassi
I clown dottori lavorano in coppia, indossano un camice colorato e un trucco leggero e, nelle corsie ospedaliere, fanno il classico giro visite nelle stanze, creando occasioni di contatto con i pazienti e fra pazienti (il clown dottore lavora a livello di comunità, favorendo la conoscenza tra le persone che condividono lo stesso ambiente).
Nel loro intento è sempre presente trovare una "metafora terapeutica" che permetta un cambiamento delle emozioni negative in positive. Ogni intervento è, perciò, personalizzato, adattato ogni volta al target con il quale ci si vuole relazionare.
Inoltre, la compagnia di una coppia di Clown Dottori permette la creazione e il consolidamento dei rapporti che vengono instaurati tra malati, familiari e personale sanitario. 
I dottori e volontari che scelgono questo tipo di terapia, operano in stretto contatto con l'équipe ospedaliera e, nonostante il loro aiuto assicuri un netto miglioramento della qualità della vita, in molte strutture la loro presenza viene rifiutata.
Le più importanti compagini che operano attraverso i Clown Dottori si sono dotate di codici deontologici.

### Contesti operativi
Il contesto operativo del clown dottore non si limita solamente alla pediatria. Gli studi della psicologia positiva e della psicologia dell'umorismo hanno evidenziato che l'utilizzo della comicità e della metafora terapeutica può essere utilizzata anche con target non pediatrici (adulti, anziani, disabili) e in differenti contesti (disagio sociale e scolastico).

## La clownterapia in Italia e nel mondo

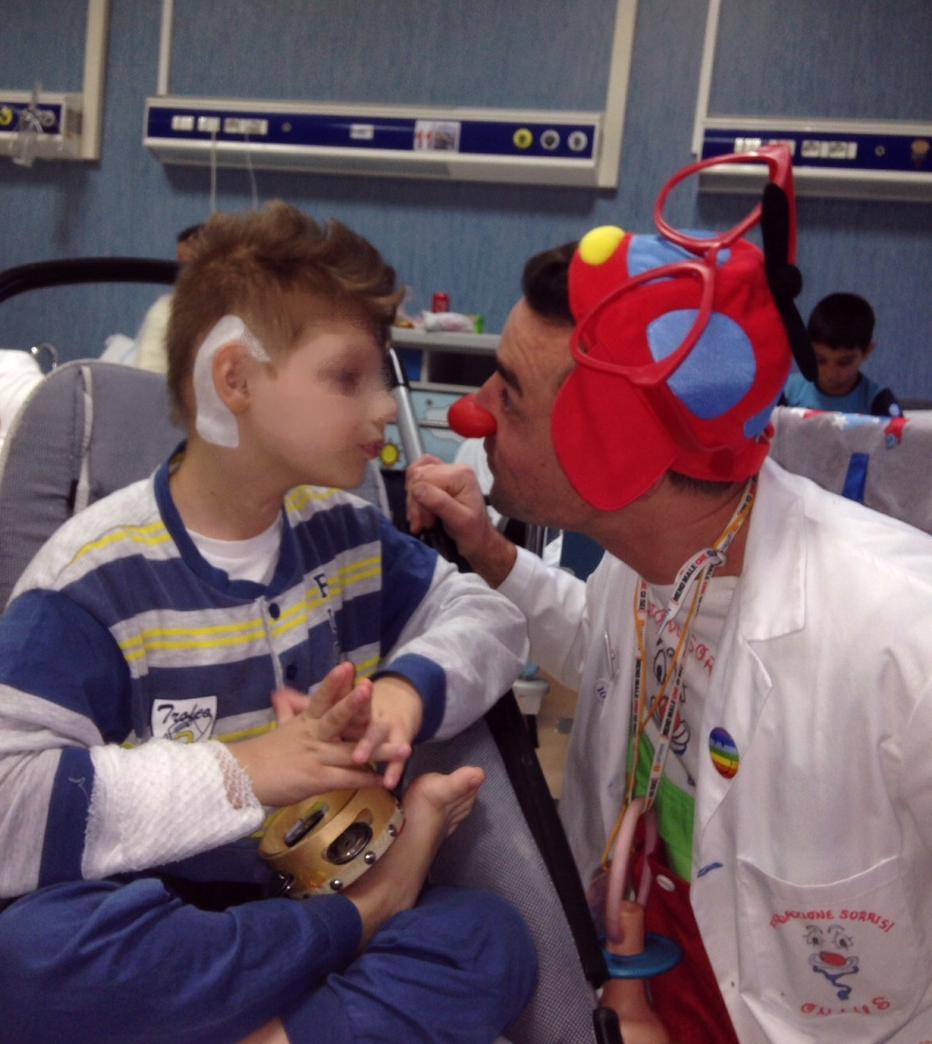
Clown terapeuta all'opera

Negli ultimi anni la clownterapia si è diffusa in numerosi contesti sanitari e sociali in tutto il mondo, come Francia, Italia, Spagna, Paesi Bassi, Svezia, Gran Bretagna, Germania, Israele, Stati Uniti, Nuova Zelanda, Bielorussia e Sudafrica.
Le forme di gelotologia/clownterapia adottate possono essere svariate:
- clown nelle corsie ospedaliere;
- corsi di aggiornamento per il personale medico infermieristico;
- corsi di aggiornamento per gli insegnanti;
- interventi educativi in gruppi classe problematici (bullismo, conflitto);
- interventi in azienda ed aggiornamento aziendale;
- istituzione di minibiblioteche comiche itineranti.
- Istituzione di ambulatori o ambulanze di clownterapia/gelotologia (a seconda del contesto).

In Italia, nel 1989-90 alcuni professionisti (Leonardo Spina, Sonia Fioravanti, Jacopo Fo) portarono la gelotologia, soprattutto in ambito scolastico e nel costume . Nel 1991 essi, assieme a clowns ed attori, presentarono - in vesti clown- al Ministro della Sanità, Rosy Bindi, una petizione per il riconoscimento della comicoterapia nel SSN. Della metà del decennio la nascita delle prime associazioni che operano soprattutto attraverso i clown dottori.
Oggi (dato il riscontro scientifico degli effetti positivi effetti benefici) la clownterapia si sta diffondendo rapidamente.
Il caso di Norman Cousins.
Tra gli anni settanta e ottanta gli Stati Uniti hanno dimostrato le proprietà terapeutiche della risata. 
Esemplare è il caso del giornalista scientifico Norman Cousins, affetto da spondite anchilosante. Il suo caso ha permesso di rivalutare gli effetti provocati dalle emozioni sul sistema immunitario. 
Cousin decise di provare a curarsi ridendo, nutrendosi per tre o quattro ore al giorno di film comici, e assumendo quotidianamente per flebo 25 grammi di vitamina C. Contro ogni previsione, Cousin nell'arco di un anno guarì. 
Un recente studio canadese, ha scientificamente confermato che il buon umore difende dalle infezioni, determinando una minor riduzione dell'immunoglobulina A.

## Ragioni scientifiche degli effetti benefici della risata
La gelotologia [dal greco gelos= riso e logos= scienza] è una nuova disciplina che studia in modo metodico la risata, il buon umore e il pensiero positivo rispetto alle loro potenzialità terapeutiche. 
Questa scienza costituisce un ponte tra la biologia, la psicologia, l'antropologia, la medicina.
In effetti la risata e il sorriso se vengono studiati da una sola di queste prospettive trascurando le altre, risultano incompleti.
Ridere attiva tutte le parti del corpo umano: il cuore e la respirazione accelerano i loro ritmi, la pressione arteriosa diminuisce e i muscoli si rilassano. 
Anche la chimica del sangue si modifica, in quanto, tanto più la risata è esplosiva e spontanea, tanto più diminuisce la tensione e si manifesta una sensazione di liberazione che coinvolge tutti gli organi e le funzioni corporee. Tutto questo perché ridere stimola la produzione di beta-endorfine da parte delle ghiandole surrenali che producono cortisolo, un ormone che regola la risposta allo stress (medicina). 
La loro peculiarità sta nella capacità di regolare l'umore. Esse vengono rilasciate in situazioni stressanti come forma di difesa, in modo da poter sopportare meglio il dolore, fisico o psicologico. 
È ormai provato che il buon umore e la fiducia rafforzano l'organismo aumentando le difese immunitarie, mentre stati depressivi favoriscono l'insorgere di malattie.